# Школа № 4 (Обнинск)
Муниципа́льное общеобразова́тельное учрежде́ние Сре́дняя общеобразова́тельная шко́ла № 4 имени Л. Г. Осипе́нко (МОУ СОШ № 4 имени Л. Г. Осипенко) — общеобразовательное учебное заведение муниципального подчинения города Обнинска Калужской области.
В ряду обнинских школ школу № 4 относят к «крепким середнякам». Самая маленькая по площади муниципальная школа Обнинска с проектной мощностью 700 человек.

## Общие сведения
Школа изначально проектировалась как восьмилетняя, поэтому была меньше предыдущих и последующих муниципальных школ города. До сих пор в школе отсутствует актовый зал; спортзал не справляется с существующей нагрузкой. В связи с ранней профориентацией учеников восьмилетней школы первый этаж был отдан под столярную, слесарную, швейную и другие мастерские. В настоящее время все мастерские перепрофилированы под комьютерные классы.
В 2012—2013 учебном году 5-е классы школы сделали гимназическими — чтобы предотвратить «бегство» лучших учеников в обнинскую Гимназию. (После окончания предыдущего учебного года в Гимназию перешли 28 из 75 учеников начальной школы.) К началу 2013—2014 учебного года школа № 4 планирует получить статус гимназии. С 1 сентября 2012 года в школе была введена шестидневная учебная неделя для увеличения числа часов по русскому языку, математике, литературе, английскому языку. Были также введены новые предметы: риторика, мировая художественная культура, дополнительный иностранный язык (немецкий, французский) и факультативный иностранный язык (китайский, латынь). В декабре 2012 года к уже работающим двум компьютерным классам и электронному читальному залу будет добавлен лекционный зал, позволяющий проводить видеоконференции с 400-ми российскими гимназиями.

### Учителя
В 2012—2013 учебном году в школе работали 5 Заслуженных учителей России, 6 Почётных работников образования; преобладали учителя высшей и 1-й квалификационной категории (71%).

### Информатизация
- В школе созданы комьютерные классы.[5]
- В 2007—2008 учебном году в школе был внедрён программный продукт «Школа Кирилла и Мефодия», используемый в том числе учениками на удалённом обучении.[5]
- В 2009—2010 учебном году создан электронный журнал, доступный на правах конфиденциальности родителям учащихся.[5]
- Почти у всех учителей есть отличительные школьные паспорта.[5]
- В 2012 году в школе открылась Президентская электронная библиотека с материалами по новейшей истории.[6]

## История
- 1965 — 11 января в новом школьном здании создана восьмилетняя школа № 4 города Обнинска[5] с проектной мощностью 700 учащихся (фактически школа всегда была переполнена)[2].
- 1978 — На базе школы под руководством тренера по регби и судьи всесоюзной категории Вячеслава Васильевича Попова была создана единственная в Калужской области секция регби[источник не указан 4482 дня].
- 1980 — Школу окончили Роман Злотников, в будущем писатель-фантаст; Михаил Щербаков, поэт и автор-исполнитель; Татьяна Рахматуллина, в будущем журналистка.
- 2010 — 4 мая решением Обнинского городского Собрания школе присвоено имя Героя Советского Союза, почётного гражданина города Обнинска контр-адмирала Л. Г. Осипенко[2]. В школе создан музей Л. Г. Осипенко[7].
- 2011 — Во дворе школы установлен бюст Л. Г. Осипенко.[8][9]
- 2012 — В школе открылась Президентская электронная библиотека с материалами по новейшей истории.[6]
- 2012 — 5-е классы в школе стали гимназическими[4].

## Успехи
С золотой медалью школу окончили 67 выпускников, с серебряной — 69.
В период 1981—1991 гг. школа дважды занимала 1 место в соревновании за звание «Лучшей в городе» и трижды награждалась переходящим знаменем Горкома КПСС.

## Директора
- 1965—? — Иван Алексеевич Молотков. Участник Второй мировой войны.[3]
- ?—1979— Нина Павловна Хоняк.
- 1979—? — Анатолий Иванович Пронин.
- 1993—2009 — Анатолий Афанасьевич Гераскин, российский педагог, организатор образования, политический деятель. Начальник управления общего образования Администрации города Обнинска (2009—2011), директор школы № 11 (с 2011). Депутат Обнинского городского Собрания пятого созыва (2005—2010).[10]
- 2009 — по настоящее время — Владимир Борисович Светлаков, российский политический деятель, организатор образования. Депутат Обнинского городского Собрания пятого (2005—2010) и шестого (2010—2015) созывов.

## Известные учителя
- Бабушкина, Галина Михайловна — учитель русского языка и литературы. Заслуженный учитель Российской Федерации. Первая награждённая знаком «За заслуги перед городом Обнинском» (2009).[4][3]
- Бочкова, Клавдия Егоровна — учитель начальных классов. Заслуженный учитель Российской Федерации.[3]

- Канопка, Вера Петровна — учитель географии. Заслуженный учитель Российской Федерации. Работает в школе № 4 с 2010 года после перехода из школы № 9. Ушла из школы № 9 с несколькими учителями; причину ухода публично никогда не объясняла.[11]
- Сафонова, Диана Николаевна — советский и российский педагог, менеджер. Учитель иностранных языков (французский, немецкий) в школе № 4 в 1956—1994 гг. Первый директор (2001—2010) Гуманитарного интерколледжа в Обнинске.[12]
- Терехова, Людмила Григорьевна — учитель пения. Заслуженный учитель Российской Федерации (1997), одна из четырёх учителей пения в России с таким званием.[3][11]

- Ютландова, Ариадна Гервасиевна (р. 1925) — учитель русского и английского языка, литературы и мировой художественной культуры. Работала в школе № 4 в 1978—1997 годах. До переезда в 1978 году в Обнинск жила в Ленинграде, Новосокольниках, Запорожье. В 1997 году вышла на пенсию. Живёт в Обнинске. В 2010 году опубликовала книгу «Истоки памяти и любви. Лирические монологи учителя о нравственном и эстетическом воспитании».[13][14][15]

## Интересные факты
- В школе № 4 учился Александр Зелинский — один из двух погибших в афганской войне обнинцев.[16][17]
- Инициированный в 2011 году директором школы Владимиром Светлаковым как депутатом Обнинского городского Собрания вопрос закрытия игорного клуба рядом со школой стал причиной общего давления на городской игорный бизнес Обнинска со стороны Администрации города Обнинска.[18]